# Daylight (film)
Daylight is een Amerikaanse actiefilm, die in première ging in de VS op vrijdag 6 december 1996. De hoofdrol is weggelegd voor Sylvester Stallone. De regie is in handen van Rob Cohen. De film gaat over een ex-brandweerchef die in zijn eentje een tunnel in gaat, omdat er door ontploffingen mensen vast zitten in de tunnel.
De film won een Golden Reel Award voor beste geluidsbewerking en werd tevens genomineerd voor een Oscar in de categorie geluidsbewerking. De film werd ook genomineerd voor twee Razzie Awards, namelijk voor slechtste acteur (Sylvester Stallone) en slechtste soundtrack. De film was daarnaast een flop in de VS, maar wereldwijd bracht de film toch nog $159.212.469 op.

## Verhaal
De film speelt zich volledig af in New York. Door de Holland Tunnel rijdt een (illegaal) transport met chemicaliën. Wanneer een bende vluchtende overvallers in botsing komt met een van de vrachtwagens, ontploffen de chemicaliën en zo het hele konvooi. Door de explosies stort een deel van de tunnel in, waardoor de mensen vast komen te zitten. Kit Latura (Sylvester Stallone) komt in actie om hen te redden. Hoewel zijn hulp aanvankelijk niet op prijs werd gesteld, wordt hij toch de held van de ramp. Hij weet door de ventilatieschachten in de tunnel te komen, en zoekt samen met de overlevenden naar een ontsnappingsroute. Die ontsnappingsroute vinden ze uiteindelijk via de ontspanningsruimte van de bouwers van de tunnel.

## Rolverdeling
| Acteur                | Personage           |
| --------------------- | ------------------- |
| Sylvester Stallone    | Kit Latura          |
| Amy Brenneman         | Madelyne Thompson   |
| Viggo Mortensen       | Roy Nord            |
| Dan Hedaya            | Frank Kraft         |
| Jay O. Sanders        | Steven Crighton     |
| Karen Young           | Sarah Crighton      |
| Claire Bloom          | Eleanor Trilling    |
| Vanessa Bell Calloway | Grace Calloway      |
| Renoly Santiago       | Mikey               |
| Colin Fox             | Roger Trilling      |
| Danielle Harris       | Ashley Crighton     |
| Trina McGee           | LaTonya             |
| Marcello Thedford     | Kadeem              |
| Sage Stallone         | Vincent             |
| Jo Anderson           | Bloom               |
| Mark Rolston          | Chief Dennis Wilson |
| Rosemary Forsyth      | Ms. London          |
| Barry Newman          | Norman Bassett      |
| Stan Shaw             | George Tyrell       |